# 山岸慎英
山岸 慎英（やまぎし のりひで、1976年4月14日 - ）は日本の登山家である。長野県北安曇郡白馬村出身。

## 肩書き
- IFMGA mountain guide
- (公)日本山岳ガイド協会認定国際山岳ガイド

## 略歴
幼少時代より競技スキー選手として活躍する。
1995年、長野県飯山南高等学校（現長野県飯山高等学校）卒業と同時にフランスに留学する。本場アルプスでスキーと登山を学ぶ。
2000年、帰国し母校高校のアルペンコーチを3年行う。同時に、SAJ公認岩岳スキースクールにてインストラクターを行う。
2008年、国際山岳アスピラントガイトとなる。
ザ・ノース・フェイスなど多くの企業からも信頼を得る。
2010年、山岳ガイドの最高峰である国際山岳ガイドとなる。
主に、ヨーロッパアルプス モンブラン4810m、マッターホルン4478m、アイガー3970m・南米アコンカグア6962m・アジアキナバル4095m・アフリカキリマンジャロ5895m、アラスカ デナリ6190m・マナスル8156m・中国 チベットの未名峰 アシュラ5300mなどその他数々の山を登る。
現在、TetonBros、LA SPORTIVA、KEEN、SCARPA、BLACK DIAMOND、PIPUS、ICRX NXT、MontePaz Products、KEM、Bern などと契約している。